# Jean Dometti
Jean Dometti (né Jean Dominique Giacometti né le 17 octobre 1950 à Tunis) est un artiste peintre et graveur (burin et pointe sèche) français.

## Biographie

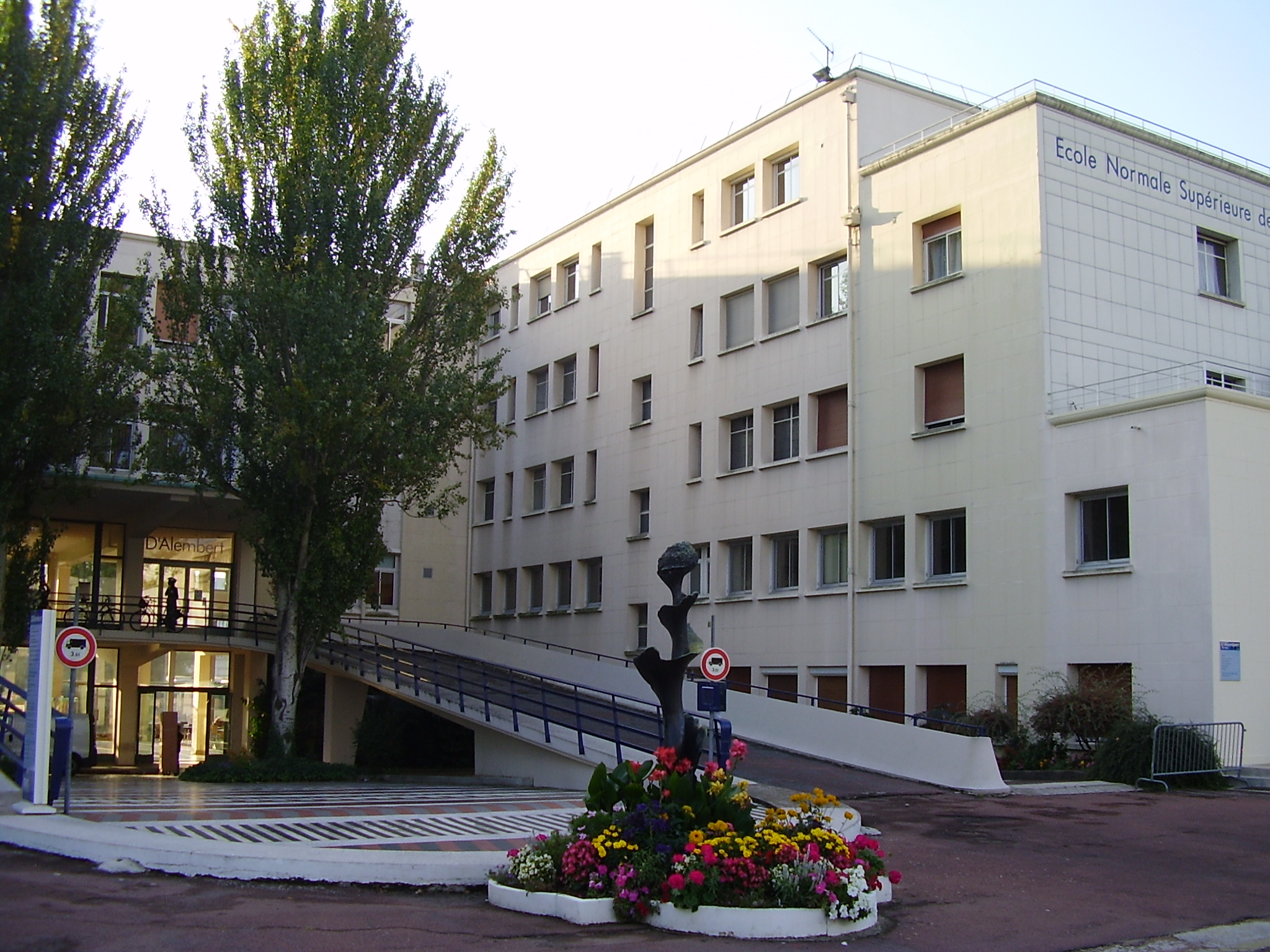
École normale supérieure de Cachan

Originaire de Grosseto-Prugna en Corse, il suit ses études artistiques à Paris et notamment à l'École normale supérieure de Cachan en Arts et Design. Parallèlement, il crée des costumes et décors de théâtre. Son œuvre se développe sous la forme de dessins, gravures, peintures, volumes, installations et photographies . Au début de sa carrière, il fit de nombreuses gravures en taille douce qu’il tire lui-même ou chez Robert Frélaut en l’atelier Lacourière-Frélaut. Lucien Curzi, critique d'art dans le catalogue consacré à cet artiste en 1993, parle d'« œuvre au noir ». La Bibliothèque nationale de France conserve dans ses collections cinq estampes de cette première série. Prix de la jeune gravure en 1988, il préside le salon du « Trait-Graveurs d’aujourd’hui » pendant une dizaine d'années. À cette occasion, il organise des expositions et des échanges internationaux avec l’Irlande et le Québec.

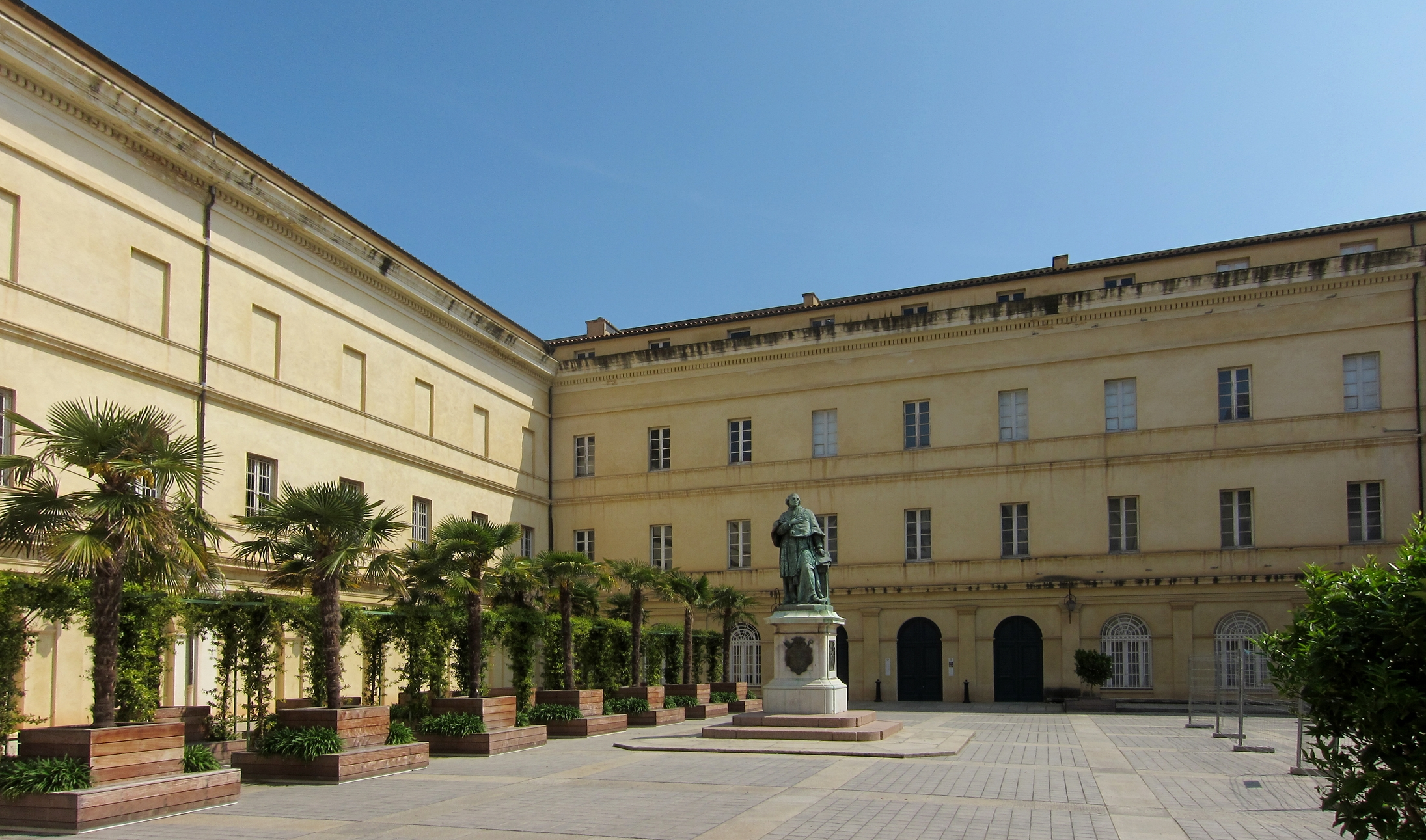
Musée Fesch, Ajaccio

En 1997, le Musée Fesch d'Ajaccio consacre une rétrospective aux dix dernières années de son travail, présentant un ensemble de dessins, gravures et peintures. Son travail est présenté à l'étranger en 1996 et 2001 à la Taylor Galleries de Dublin. À la Galerie Madeleine Lacerte à Québec au Canada en 2002 puis à la galerie Orange à Montréal en 2006. Bernard Lévy, rédacteur en chef de la revue Vie des Arts au Québec, évoque à propos de son travail une « archéologie intime et universelle ». Cet ensemble constitue le point de départ de toutes ses démarches futures. Son  exposition personnelle en 2004 en la Bengal Foundation de Dhaka est organisée par le Ministère des Affaires Etrangères dans le cadre d'échanges culturels en arts visuels entre la France et le Bengladesh .Ses œuvres plus récentes remettent en question la relation avec le dessin, sa nature, son sens, qui se trouve interrogée par les médiums mis en œuvre. À partir de 2009, cette démarche singulière s'accompagne de photographies intitulées « In Situ » d’œuvres dessinées, élaborées et installées dans des lieux de mémoire comme à la Cathédrale et à la Collégiale St André de Chartres en 2013, dans l’ancien hôpital militaire Valère-Lefèbvre au Raincy ou dans des locaux industriels abandonnés.
Ses travaux de 2015 s’intitulent « Corps Accords ». Ils sont constitués de prises de vue et traces volumiques de mises en scène, d’événements apparentés à des mues symboliques du corps.

## Contributions théâtrales
- Antigone, mise en scène et adaptation française de Jean-Paul Cathala, décors et costumes de Jean Dometti, Grenier de Toulouse, 1973.

## Réception critique
- « Chez Jean Dometti, quelque chose s'ascensionne, qui irradie doucement, longuement, parfois semblable à une montante colonne de mercure, parfois à une fusion contrôlée de matériau fissile domestiqué dans la vis d'une tour infernale. En fait, un beau change de peau et, retourné tel un gant, révèle un brûlant grouillement d'entrailles. À ventre ouvert, le jeu caché devient celui de Thanatos duquel, furtivement, par apocatastase, s'approchent en leur barque, impatients et amers, les anges déchus du cercle majeur des passions trop humaines. Beauté en effet, dangereuse beauté qui revient comme chaque fois d'exil, c'est-à-dire d'un Nil des vieux âges affalé aux sables et joncs, beauté venimeuse remuée de crapauds, reptiles et hérons, fertile en limon et en eaux douceâtres d'un delta immémorieux. » - Lucien Curzi[12]
- « Papier et dessin restent au cœur de toute l'œuvre de Jean Dometti, à la base de cette dérive dans un univers de glacis, de collages, de touches brossées comme une caresse d'ombres et de transparences, de violence et de douceur… D'une lumière venue du fond des temps émergent des formes organiques inconnues ayant perdu tout repère avec le monde réel. De même, toute référence au monde quotidien a disparu derrière des titres étranges - Caffus, Canix, Carrox, Carryx, Caffeux - semblant nés d'une antiquité perdue. Sur quelle Cythère mythologique Jean Dometti nous fait-il aborder ? Fuyant la facilité des séries, chacune de ses œuvres propose une vision unique, découverte de traces d'un monde dissous, lumière enracinée d'ombres ou de braises à vif. Des formes encore à demi enfouies sous les strates, comme des apparitions solitaires, restent étrangères l'une comme l'autre dans un monde chaotique. Peindre devient une quête passionnée au plus profond d'un univers mouvant et immatériel, pour livrer à la matière du tableau ces traces d'état enfouies, si profondément cachées, où drame et douceur se perçoivent dans l'épaisseur du temps. Dans cette archéologie de l'âme, Jean Dometti nous entraîne au plus profond des passions. » - Marielle Ernould-Gandouet[13]
- « Jean Dometti pratique une abstraction qui fait émerger formes et matières d'un tout complexe composé de signes (traces de pinceaux, de pigments épars, traits dessinés…) se gardant de toute ostentation dans le contenu. La gamme chromatique discrète, aux tons froids, parfois presque ton sur ton, donne l'intensité visuelle à cette peinture. » - Dictionnaire Bénézit[14]
- « Que nous montre l'artiste ? Des paysages ? des horizons ? Des perspectives aériennes ou cavalières ? Aucun de ces mots, aucune de ces expressions ne rend justice à la portée de sa peinture, à la complexité de ses compositions, à la surprenante intimité de sa démarche. Les tableaux de Jean Dometti ne sauraient être réduits à un genre pictural conventionnel. Alors, faute de mieux, parler des représentations que Jean Dometti offre au regard trahirait moins le caractère de ses productions.Ses représentations donc sont constituées de fragments d'objets reconnaissables ou de dessins dont les formes tentent de se soustraire à toute géométrie. Ces éléments (tessons d'assiettes, coffrets, casques) affleurent à peine (quand ils ne sont pas entièrement recouverts) à la surface d'étendues tourmentées dans les tons d'ocre, de bistre, de brun, de gris qui évoquent des déserts, des sols rocailleux, des limons calcaires. Les desssins ressortent parfois comme des graffitis dégagés sous la patine de poussière ou de sel de parois de grottes préhistoriques. Cette iconographie procède du choc des images (ou des formes) inventées par l'artiste et des images plus archétypales et moins conscientes enfouies dans sa mémoire - sa mémoire génétique propre et celle commune peut-être à tous les hommes. » - Bernard Lévy[9]

## Collections publiques et privées (sélection)

### France
- Ville d’Argenteuil.
- Ville de Conflans-Sainte-Honorine.
- Musée Eugène Boudin de Honfleur.
- Artothèque de l'espace Jacques-Prévert, Mers-les-Bains[15] :
  - Solaris (série « Les quatre éléments »), technique mixte sur papier 76x56cm ;
  - six gravures.
- Semna Nanterre.
- Département des estampes et de la photographie de la Bibliothèque nationale de France, Paris, sept gravures dont Le jardin, burin et pointe sèche, 1986[16]..
- SCP Dolla-Vial Paris.
- Pernod mécénat[17].
- Société Mobil.
- Société d'encouragement pour l'industrie nationale Paris.

### Liban
- Musée Sursock, Beyrouth

## Expositions

### Expositions personnelles (sélection)
- Jean Dometti - Les éléments essentiels, espace Jacques-Prévert, Mers-les-Bains, mai-juin 2025[18].
- Hôtel de l'Industrie, Paris, 2023[19].
- Société d'encouragement pour l'industrie nationale, Paris, 2017
- Galerie au Médicis, Paris, 2015[20].
- Jean Dometti - Sombres dessins, Prieuré St Vincent Chartres, février-mars 2013[21],[22],[23].
- Viaduc des Arts, Paris, 2008, novembre-décembre 2012 (Jean Dometti - La nature du dessin), 2014.
- Galerie de l'Imagigraphe, Paris, 2006.
- Galerie Orange, Montréal, 2006.
- Bengal Gallery of fine arts, Dhaka (A.F.A.A.) Ministère des affaires étrangères, 2004[24],[25]
- Galerie Michèle Broutta, Paris, 2003.
- Galerie Madeleine Lacerte, Québec, juin 2002[26],[27].
- Taylor Galleries, Dublin, 1999, 2001.
- Jean Dometti - Rétrospective, 1987-1997 : dessins, gravures, peintures, Musée Fesch, Ajaccio, 1997.
- Galerie Médiart, Paris, 1990, 1994[14], 1996, 1998, 2000.
- Galerie Anne Blanc, Paris 1989, 1992[14].
- Collégiale Saint-André Chartres 1987[28].
- Espace Pierre Cardin Paris 1986[14].
- Galerie Anna Paterno, Paris, 1985[14].

### Expositions collectives (sélection)
- Présentation du fonds d'Art Contemporain de la ville d'Argenteuil dans le cadre des journées du patrimoine 2016.
- Centre Domfront Sarthe 2009.
- Secret de feuille, espace Belleville, Paris, 2001[29]
- Art and objects Hopstore, Dublin, 1999.
- Taylor Galleries. Dublin 1996[30].
- Centre culturel Hamel-Bruneau, Sainte-Foy, Québec, 1994.
- Jean Dometti, José San Martin, François Priser, Yo, Galerie Angela Rodeja, Barcelone, 1994.
- Galerie Anderwereld, Gröningen, 1994.
- Centre d’art contemporain, Troyes, 1993.
- Cinquante ans de gravures contemporaines, Paris, 1993.
- De Bonnard à Baselitz, dix ans d'enrichissements du cabinet des estampes, 1978-1988, Bibliothèque nationale de France, 1992[16].
- Atelier circulaire. Galerie Simon Blais Montréal Canada. (A.F.A.A Ministère des affaires étrangères), 1992.
- Musée Eugène-Boudin Honfleur, 1990.
- 50 peintres contemporains, Argenteuil, 1990.
- Musée national de l'estampe, Mexico, 1989.
- Musée Sursock, Beyrouth, 1989.
- Musée de l’Arsenal, Zamosz, Pologne, 1989.
- Galerie Bac Art Studio, Venise, 1989.
- National Gallery, Londres, 1988.
- Académie russe des beaux-arts, Saint-Pétersbourg, 1988.
- Musée d'Art moderne André-Malraux, Le Havre, 1987.
- Musée de Salon et de la Crau, 1987.
- Musée Eugène Boudin Honfleur 1987.
- Museum für das Fürstentum, Lunebourg (Allemagne), 1987.
- Galerie Bac Art Studio Venise, 1987.
- Collégiale Saint-André de Chartres, " Le A de Chartres", 1987.
- Forum des Arts Plastiques d’Ile-de-France, Les Ulis, 1986.
- Berkeley Institute, Berkeley (Californie), 1986.
- Musée de Saint-Cloud, 1986.
- Galerie La Ferronnerie, Paris 1986.
- Kala Institute, Berkeley (Californie), 1986.
- Jean Couy, Jean Dometti, Yasuyuki Kihara, Hector Saunier, Javier Vilató, Michel Wolfender, La Maison de la gravure au Marais, février-mars 1986.
- International Exchange Exhibition of Prints, Centre des arts de Séoul, 1985.

### Salons et foires (sélection)
- Saga . Fiac-Edition(Galerie Médiart).
- SIAC Strasbourg.
- Foire internationale de l’estampe.
- Salon le Trait.
- Salon de mai[14].
- Salon des réalités nouvelles[14].
- Mac 2000.
- Salon Grands et Jeunes d’Aujourd’hui[14].
- Biennale Prom-Art-Caux.
- Biennale internationale de la gravure de Sarcelles.